# Вороняки
Вороняки — возвышенность, приподнятый северо-западный окраинный уступ Подольской возвышенности, часть Гологоро-Кременецкого кряжа, в пределах Львовской и (частично) Тернопольской и Ровенской областей.
Основная часть возвышенности расположена на юге Золочевского района. Простирается от верховья реки Золочевка (приток Западного Буга) до рек Иквы и Слоновка (приток Стыри) почти на 70 км, ширина 8-30 км. На северо-западе обрывается высоким уступом (перепад высот 50-250 м) к Малому Полесью.
Самая высокая вершина — гора Высокий Камень (440 м). Поверхность Вороняков холмистая, расчленена долинами рек и балок. Состоит из мергелей, мела, известняков и других пород. Преобладают местности крутосклонных холмов со светло-серыми и серыми лесными почвами под буковыми и грабово-буковымы лесами, а также тёмно-серыми и серыми лесными и чернозёмными почвами под дубово-грабовыми лесами и сельхозугодьями. Северная граница Вороняков совпадает с северной границей распространения бука, севернее бук встречается только островками. В поймах рек — луга и болота.

## Памятники природы, заповедные урочища
На территории  Вороняков расположен ряд памятников природы:
- источник - начало Западного Буга (село Верхобуж)
- Лес в окрестностях Верхобуж (к востоку от Верхобуж)
- Итальянский парк (село Подгорцы)
- горы Жулицкая, Сторожиха, Высокая (село Жуличи)
- Святая Гора (село Черемошня)
- Подлесская гора или гора Маркиана Шашкевича (село Подлесье)
- озёра Голубые Окна (юго-восточнее села Ясенево)
- памятник природы «Тренога» (юго-восточнее села Перелески)
- гора Жбыр (село Ясенево) с мемориалом, посвященным Украинцам, погибшим в годы войны в составе дивизии «Галичина»
- заказник Макитра (возле села Гаи-Детковецкие) — участок редкой степной растительности волынского типа на северном пределе её распространения.

## Гипотеза о происхождении названия Вороняки
Когда-то в Западной Украине проживали древние булгары, предки современных чувашей, и оставили в Западной Украине после себя названия многих населённых пунктов, таких как, например, Гавареччина, Жукотин, Верин, Хыров, Кимир, Кукезов, Куткир, Якторов и многие другие. Название горной гряды Вороняки также может иметь булгарское происхождение и переводиться как «гладкое, ровное место» чув. вырӑн — «место» и чув. яка — «гладкий». Такая расшифровка названия хорошо подходит для этой местности и семантически близкая к названию Гологоры.
Ороним появился способом трансонимизации ойконимов Вороняки в Золочев, производного от родового названия первопоселенцев по фамилии Вороняк.

## Вершины
- Высокий Камень (440 м)
- Гуке (437 м)
- Збараж (412 м)
- Менич (405 м)
- Жбыр (391,4 м)
- Святая Гора (388 м)
- Влоска Гора (386 м)
- Белая (383 м)
- Городишко (377 м)
- Белая Гора (372 м)
- Башка (343,6 м)